# Сэл (фильм)
«Сэл» (англ. Sal) — биографический фильм 2011 года режиссёра и актёра Джеймса Франко, частично основанный на книге Майкла Мичода «Sal Mineo: A Biography». Картина рассказывает о последних часах жизни Сэла Минео, одного из крупных киноактеров Голливуда, первым публично признавшим свою гомосексуальность.

## Сюжет
Фильм показывает последний день в жизни Сэла Минео, поднявшегося к славе и номинации на премию «Оскар» после второстепенных ролей в 1950-х годах в фильме «Бунтарь без причины» с Джеймсом Дином. Почти 20 лет спустя, Минео — бывший идол подростков из Голливуда, становится одним из первых актёров, публично признавшим свою гомосексуальность, и находит свой путь к становлению актёром и режиссёром, которым он всегда хотел быть. Его жизнь внезапно оборвалась 12 февраля 1976 года, когда он, казалось, стал случайной жертвой поножовщины.

## В ролях
| Актёр          | Роль            |
| -------------- | --------------- |
| Вэл Лорен      | Сэл Минео       |
| Джим Пэррак    | Кейр Даллеа     |
| Джеймс Франко  | Милтон Катселас |
| Винс Джоливетт | Билли Беласко   |
| Тревор Неухофф | Майкл Мэсон     |
| Стэйси Миллер  | Нэнси Барр      |

## Производство и прокат
Сценарий к фильму был написан Джеймсом Франко на основе книги-биографии Сэла Минео «Sal Mineo: A Biography» писателя Майкла Мичода. Съёмки картины, спродюсированные компанией «RabbitBandini Productions», прошли в Лос-Анджелесе в начале лета 2011 года всего за девять дней, и готовая картина была смонтирована в рекордные сроки.
Премьера фильма состоялась 10 сентября 2011 года на 68-м Венецианском кинофестивале. На пресс-конференции Джеймс Франко отметил, что «я действительно пытаюсь найти способ, чтобы делать фильмы, которые интересуют меня и выйти из области, где будет большой успех в прокате». После этого, фильм был «положен на полку», и в широкий прокат вышел спустя два года — 1 ноября 2013 года.

## Критика
Я думаю, что он был великим примером страстного художника, и мне очень понравились его работы. Я также думаю, что его история была трагической, не только потому, что он был убит, но потому, что перед этим его карьера поблекла. Он очень много работал в своей карьере, он хотел снимать, он планировал сделать адаптацию книги, и поэтому я мог затронуть его в многих отношениях. Это была трагедия художника, который не смог заниматься искусством тем способом который был в его возможностях.
Джеймс Франко о фильме и о Сэле Минео
Дэн Каллахан на сайте известного критика Роджера Эберта сказал, что при всей симпатичности фильма из него «ничего особенного не удалось узнать о Минео», так как «при всей своей деятельности, Франко, режиссёр-любитель, всасывает гей-культуру без всякой видимой причины или цели». Бен Кенигсберг из «The A.V. Club» отметил, что Франко возможно «видит родственную душу в этом предмете, звезде, крутом парне в маске щедрого отношения, а также с отказом от того, что Голливуд ожидает от него», однако «несмотря на свои скромные пропорции и охлаждающий финал, „Сэл“ всего ласковая дань, вызывающая достаточно тепла из относительно немногого». Стефани Мери из «The Washington Post» тоже заметила, что фильм «возможно является данью. Минео был одним из первых актёров, признавшим себя геем, но Франко не предлагает никаких доказательств его новаторства. Если он действительно хочет, чтобы мы сделали паузу и вспомнили человека, он должен был хотя бы найти способ, чтобы рассказать о достижениях Минео». Шери Линден из «Los Angeles Times» сказала, что «Франко кажется разрывается, с одной стороны, представляя свой предмет как симпатично обычного, самостоятельного актёра, а с другой освящая его как потенциальную гей-икону в конформистской промышленности. В любом случае, длинноты взяли верх над этой голливудской сказкой».